# Porto Editora
Porto Editora è una delle case editrici più importanti del Portogallo. L'impresa è stata creata a Oporto il 2 maggio 1944 da Vasco Teixeira, pedagogo e professore universitario, insieme ad altri insegnanti, come progetto editoriale di libri scolastici e dizionari di qualità.
Oltre a dizionari e manuali scolastici, Porto Editora ha pubblicato anche altri prodotti, tra cui giochi e multimedia legati all'educazione e all'insegnamento accessibile tramite Internet come Escola Virtual, Infopédia, Educare, Sitio dos Miúdos, Edusurfa, Netprof e la libreria on-line Wook.pt.